# 藤原道山
藤原 道山（ふじわら どうざん、1972年7月10日-）は、東京都生まれの尺八演奏家、作曲家。ニックネームは　”和楽器の貴公子"。

## 来歴・エピソード
箏曲家の祖母の影響を受けて10歳より尺八を始める。14歳から人間国宝山本邦山に師事、都山流師範となり以後、道山を名のる。
江戸川区立平井東小学校、江戸川区立小松川第一中学校、東京都立小松川高等学校を経て東京芸術大学音楽学部邦楽科卒業。在学中に安宅賞を受賞。卒業の際、皇居にて上皇后美智子ほか皇族の前で演奏する。
大学時代には作曲専攻生との実験的な音楽への製作や、オーケストラとの共演を行うなど様々な音楽活動を行うほか、雅楽、能楽、狂言、囃子、箏曲などのさまざまな邦楽器にも興味を持ち研鑽を積む。1997年 - 同大学院音楽研究科修了。その後、同大学の非常勤講師を2年間務める。
2000年 - みやざきみえこ（箏奏者）とユニット「East Current」を結成。2001年 - 日本コロムビアよりファーストアルバム「UTA」をリリース。2003年 - 江戸川区文化功績賞を受賞（江戸川区の中学校公演の普及活動の功績により）。2004年 - East Currentアメリカでツアーを行う。
2006年 - 9月サントリーホール20周年コンサートに出演。武満徹作曲「ノヴェンバーステップス」のソリストとして、友吉鶴心(琵琶)、クリスティアン・アルミンク(指揮)、新日本フィルハーモニー交響楽団と共演。
2006年 - 山田洋次監督『武士の一分』 （木村拓哉主演　音楽：冨田勲）の劇中音楽にゲストミュージシャンとして参加。2007年 - 古川展生（チェリスト）、妹尾武（ピアニスト）とのユニット「KOBUDO -古武道-」（ユニット名は古川の古、妹尾の武、藤原の道から）を結成。これまでに6枚のアルバムと1枚のDVDをリリース。全国ツアーやレコーディング活動を行っている。
2008年 - 稲本響(ピアノ、作曲)、村治佳織(ギター)、三響会(邦楽囃子)、英哲風雲の会(和太鼓)とともに、珠響(たまゆら)を結成。芝・増上寺、サントリーホールで結成コンサートを行う。2010年には全国５都市でのツアーを行う。
2009年 - ウィーンフィルコンサートマスターのフォルクハルト・シュトイデ率いるシュトイデ弦楽四重奏団とコンサートツアー及びウィーンにてレコーディングを行う。
2009年 - 東京発・伝統WA感動（東京都・公益財団法人東京都歴史文化財団主催）邦楽コンサート「東都の秋　月を奏でる」にて千住明作曲「月光」を初演（指揮：千住明、箏：萩岡松韻、東京シティフィルハーモニック管弦楽団）。
2011年 - 第32回松尾芸能賞・新人賞を受賞。5月28日公開の映画「手塚治虫のブッダ」ー赤い砂漠よ！美しくー（音楽：大島ミチル）に、ゲストミュージシャンとして参加。
2013年 - 東京芸術大学非常勤講師となる。
2014年 - いずみシンフォニエッタ大阪　第32回定期演奏会「邦楽器との響演」にて川島素晴作曲「尺八協奏曲」を初演。2015年 - アメリカ・シアトルのBenaroya Hallにて菅野祐悟作曲「箏と尺八と管弦楽のための協奏曲-Revive-」を遠藤千晶(箏独奏)、キャロリン・クアン(指揮)、シアトル交響楽団と共演。
2015年 - 尺八アンサンブル「風雅竹韻」を結成。藤倉大作曲「ころころ～独奏尺八のための」を大阪いずみホールにて初演。
2015年8月24日 - サントリーホールにて15周年Anniversary concertを開催。山田和樹の指揮、横浜シンフォニエッタとの共演。高橋留美子原作のTVアニメ『境界のRINNE』のサントラにゲストミュージシャンとして参加。
2018年7月 - 大島ミチル作曲「箏と尺八のための協奏曲 -無限の扉-」を遠藤千晶(箏独奏)、藤岡幸夫(指揮)、日本フィルハーモニー交響楽団と初演。
2018年9月開催 - 第６０回熊本県芸術文化祭オープニングステージ「邦楽」の音楽監督を務める。
2018年 -コロムビアからリリースした古典アルバム「季（TOKI）〜冬〜」が平成30年度（第73回）文化庁芸術祭優秀賞を受賞。2019年9月開催 -第61回熊本県芸術文化祭オープニングステージ「民謡」の総合演出を務める。
2020年1月11日 -紀尾井ホール小ホールにて開軒３０周年記念「第一回　道山会演奏会」を開催。
2020年 - KOBUDO-古武道-で編曲を担当した台湾のアーティスト「許哲珮（Peggy Hsu）」の楽曲「戰（Ikusa）」が、台湾・金曲奨（Golden Melody Awards）「最優秀編曲賞」を受賞。
2020年 - デビュー20周年を迎えアルバム及び譜面集「雙 -SO-」をリリース、東京、愛知、大阪、福岡にて記念コンサートを開催。2021年 - 令和二年度　第71回　芸術選奨文部科学大臣賞を受賞。
2022年 - 東京藝術大学音楽学部准教授に就任。
2022年 - 藤倉大作曲「尺八協奏曲」をフランスにて世界初演。尾高賞を受ける
2022年11月開催 - 第64回熊本県芸術文化祭スペシャルステージ ONE PIECE×人形浄瑠璃 清和文楽「超馴鹿船出冬桜　ちょっぱあふなでのふゆざくら」の総合演出を務める。
2022年 - 第5回 服部真二音楽賞受賞。
2023年 - 藤倉大作曲「尺八協奏曲」を杉山洋一指揮、NHK交響楽団と共演。
2024年 - 山田和樹指揮・読売日本交響楽団と「ノヴェンバー・ステップス」を共演。
第二回　道山会演奏会を紀尾井小ホールにて開催。
ピアノとのデュオ「雙 -SO-」全国ツアーを開催。
都山流宗家 四代中尾都山より竹琳軒大師範の允許を受ける。
OMUSUBI(音結)project（学校公演及び尺八を寄贈する活動）始動
能 狂言『鬼滅の刃』-継-（大槻文藏監修 野村萬斎演出・出演作品）の邦楽作調を行う
美幌観光物産大使就任（北海道・美幌町）
現在までに、19枚のソロアルバム、KOBUDO-古武道-(9作)、藤原道山×SINSKE(12作)、齋藤孝監修の呼吸に関するアルバム『イキイキ』、映像作品ほかリリース。
純邦楽にとどまらず、様々な歌手、音楽家や美術家、俳優などとのコラボレートを積極的に行い、尺八の新境地を切り開く幅広い音楽活動を行っている。
都山流尺八楽会所属 都山流竹琳軒・大師範。
東京藝術大学副学長・音楽学部准教授

## ディスコグラフィ

### ソロアルバム
- UTA （2001年）
- yume （2002年）
- East Current （2003年・箏演奏家みやざきみえことの共演）
- 空 - Ku-（2004年・千住明のプロデュース）
- 壱 ICHI （2005年）
- かざうた （2006年・武部聡志のプロデュース）
- 響 kyo -藤原道山×冨田勲- （2008年）
- 故郷　〜日本の四季〜 （2009年）
- 天 ten（2010年）
- 山本邦山作品集　讃 SAN（2010年）
- 山本邦山作品集　讃 SAN　Live盤（2011年）
- FESTA (2011年・ウィーンフィルコンサートマスター フォルクハルト・シュトイデとの共演)
- 季（TOKI）〜春〜（2014年）※古典アルバム（深海さとみ・山勢松韻・菊原光治・富山清琴ほか共演）
- 道 -michi- 藤原道山15th Anniversary BEST (CD+DVD)（2015年）
- 季（TOKI）〜夏〜（2015年）※古典アルバム
- 季（TOKI）〜秋〜（2016年）※古典アルバム
- 季（TOKI）〜冬〜（2018年）※古典アルバム　平成30年度（第73回）文化庁芸術祭優秀賞受賞
- 雙-SO- (2020年)　ピアノとのデュオアルバム
- 邂-Kai- (2025年)　ピアノとのデュオアルバム

### 藤原道山×SINSKE
- 藤原道山×SINSKE　Fifth anniverSary iiiii（2016年）

#### 藤原道山×SINSKE ツアーアルバム
- BOLERO  (2012年)
- 風神雷神 (2013年)
- OPERA (2014年)
- 星月夜 (2015年)
- FIVE (2016年)
- 四季-春夏秋冬-(2017年)
- 花-FlowerS-(2018年)
- 和★showa(2019年)
- Classic!(2020年)
- 十年十色(2021年)
- Piazzolla(2022年)
- 東方見聞録(2023年)

### KOBUDO -古武道-
- KOBUDO （2007年）
- 風の都 （2008年）
- 時ノ翼 （2009年）
- イツクシミ　(2011年)
- OTOTABI-音旅-（2013年）
- cuisine de classic （2015年）
- KOBUDO -古武道- 10th Anniversary BEST ALBUM“十年祭”（2017年）
- HORIZON（2019年）
- 光（2022年）

### 風雅竹韻
- 風雅竹韻／藤原道山尺八アンサンブル（2018年）　藤原道山がプロデュースする若手尺八奏者との共演

### 音楽監修
- 「第二楽章　福島への思い」（2015年）　吉永小百合朗読アルバム

### 映像
- 古武道音絵巻　其の一 （2010年）DVD
- 藤原道山 15th Anniversary コンサート（2016年）Blu-ray+CD
- Clementia（2016年）DVD

### 楽譜
- 藤原道山「雙 -so-」デビュー20周年記念アルバムのマッチングスコア（YAMAHA）

## テレビ・CM音楽

### テレビ
- 和風総本家（テレビ大阪制作）KOBUDO -古武道-として挿入曲を制作演奏
- 心の都へスペシャル 栗山千明の“極める”京都（日本テレビ）KOBUDO -古武道-として番組テーマ曲を制作演奏
- 少年時代『東海テレビ開局50周年記念』番組（東海テレビ制作、フジテレビ系列2009年6月21日放送）KOBUDO -古武道-として音楽を担当
- NEWS23 （2009年3月末-2010年3月末、TBS）　KOBUDO -古武道-として音楽を担当
- シリーズ 伝統芸能の若き獅子たち「一音一会・尺八奏者 藤原道山」（NHK BSプレミアム　2010年3月23日）
- ソロモン流 （2007年4月-10月） KOBUDO -古武道-の「Best Friend」が使用される
- 風雲児たち〜蘭学革命（れぼりゅうし）篇〜（NHK、2018年1月1日） - ［一節切｜演奏]

### CM
- いち髪 （クラシエ）　KOBUDO -古武道-として音楽を担当

## 映画音楽
- 武士の一分（音楽:冨田勲）　ゲストミュージシャンとして参加（2006年）
- 手塚治虫のブッダ-赤い砂漠よ!美しく-（音楽:大島ミチル）ゲスト・ミュージシャンとして音楽に参加（2011年）
- BUDDHA2 手塚治虫のブッダ－終わりなき旅－（音楽:大島ミチル）ゲスト・ミュージシャンとして音楽に参加（2014年）

## 舞台音楽
- 敦 （中島敦原作 / 野村萬斎演出・出演作品）2005年

　　　cast:野村万作、野村万之介、野村萬斎ほか
- 天切り松 （浅田次郎 原作 / 中嶋しゅう 演出）2006年

　　　cast:すまけい、鷲尾真知子ほか
- 怪談 （小泉八雲 原作）2007年

　　　cast:橋爪功
- 錦繍 （宮本輝原作 / ジョン・ケアード 演出) 2007年

　　　cast:鹿賀丈史、余貴美子（初演）、小島聖（再演）ほか
- 華々しき一族 (森本薫原作 / 石井ふく子 演出)　2008年　KOBUDO -古武道-として音楽を担当

　　　cast:若尾文子、西郷輝彦ほか
- 父と暮せば（井上ひさし原作 / 池内美奈子 演出）2009年

　　　cast:中嶋しゅう、岡野真那美
- 狂言師、敦を語り読む「わが西遊記」の中　『悟浄出世』『悟浄歎異』（野村萬斎 演出）2009年

　　　cast:野村万作、野村万之介、野村萬斎ほか
- ANJIN イングリッシュ・サムライ（グレゴリー・ドーラン演出 )　2010年

　　　cast:市村正親、オーウェン・ティール、藤原竜也ほか
- ろくでなし啄木 （三谷幸喜脚本・演出作品）2011年

　　　cast:藤原竜也、中村勘太郎、吹石一恵
- 金閣寺　(宮本亜門演出)※尺八指導 2011年

- 鶴　(ウィル・タケット演出・振付) 2012年

　　　cast:首藤康之、クリストファー・マーニー、キャメロン・マクミラン、ナオミ・コビー、ヌーノ・シルバ、後藤和雄
- 春の雪（石井ふく子演出）2013年

　　　cast:若尾文子、三田村邦彦
- スーパー歌舞伎セカンド　空ヲ刻ム者－若き仏師の物語－（四代目市川猿之助主演)　※テーマ曲作曲

　　　cast:市川猿之助、市川門之助、市川笑也、市川笑三郎、市川寿猿、市川弘太郎、市川春猿、市川猿弥、福士誠治、佐々木蔵之介 ほか
- Clementia （川崎悦子構成・演出・振付）2015年

　　　cast:宮尾俊太郎、大貫勇輔、尾上菊之丞、SINSKE
- スーパー歌舞伎セカンド「ワンピース」（四代目市川猿之助主演)　2015年 ※音楽

　　　cast:市川猿之助、市川右近(初代)、坂東巳之助、中村隼人、坂東竹三郎、平岳大、嘉島典俊、浅野和之　ほか
- マクベス（野村萬斎 演出）2016年

　　　cast:野村萬斎、鈴木砂羽、小林桂太、高田恵篤、福士惠二
- ハムレット（ジョン・ケアード 演出)　2017年

　　　cast:内野聖陽、貫地谷しほり、北村有起哉、加藤和樹、山口馬木也、今拓哉、壤晴彦、村井國夫、浅野ゆう子、國村隼ほか
- 黄昏（鵜山仁 演出）2018年　※音楽

　　　 cast:八千草薫、朝海ひかる、松村雄基、若山耀人、伊藤裕一、村井國夫
- 九十歳。何がめでたい（佐藤愛子原作 / 石井ふく子 演出)　2018年　※音楽

　　　 cast:三田佳子、井上順、石野真子、高田翔（ジャニーズJr.）
- スーパー歌舞伎セカンド「新版オグリ」（梅原 猛 原作　横内謙介 脚本　四代目市川猿之助・杉原邦生 演出）2019-2020年　※音楽

　　　 cast:四代目市川猿之助、中村隼人、坂東新悟、市村竹松、市川男寅、市川笑也、中村福之助、市川猿弥、中村玉太郎、市川弘太郎、市川寿猿、市川右近(2代目)、市川笑三郎、市川男女蔵、市川門之助、石橋正次、下村青、石黒英雄、髙橋洋、嘉島典俊、浅野和之　ほか
- 「風の又三郎」2020年　※音楽・出演  　cast:名取裕子

- 「お伽の棺 2020」（横内謙介 脚本・演出）2020年　※音楽監修

　　　 cast:犬飼淳治、砂田桃子、中原三千代 、岡森諦
- 『MANSAI◉解体新書　その参拾弐 完 「檄」～初心不可忘～』2022年　※音楽監修・出演

　　　 cast:野村萬斎、 MANSAI BAND（藤原道山、田嶋謙一、豊剛秋、山田文彦、辻祐、神田佳子）
- 人形浄瑠璃 清和文楽 ONE PIECE 「超馴鹿船出冬桜(ちょっぱあふなでのふゆざくら)」2022年　※総合演出・音楽監修・出演

　　（横内謙介 脚本・演出）　特別出演：田中真弓、倉野尾成美
- ムジカと生きる　2022年 (穴井豪 演出 石橋直也 脚本)　※音楽監修

- ハムレット （野村萬斎演出・出演作品）2023年 　※音楽監修

　　　 cast: 野村裕基／岡本圭人／藤間爽子／釆澤靖起／松浦海之介／森永友基／月崎晴夫／神保良介／浦野真介／遠山悠介／村田雄浩／河原崎國太郎／若村麻由美／野村萬斎
- 第１回　安達ケ原－鬼女の孤独　萬斎の伝統芸能ラボ　Ｄｅｎｇｅｉ－ＬＡＢ（野村萬斎演出・出演作品）2023年 　※音楽監修

　　　 cast: 野村萬斎、大槻文蔵、野村裕基、大槻裕一　演奏:藤原道山、前川光範、日原暢子、増田義基

## ライブ、レコーディングのサポート、ゲスト参加
坂本龍一、福山雅治、本田美奈子.、中島啓江、遊佐未森、坂本冬美、藤あや子、長山洋子、加藤登紀子、和田アキ子、姿月あさと、アディエマス、野村萬斎、上妻宏光、林英哲、一噌幸弘、千住明、葉加瀬太郎、高嶋ちさ子、溝口肇、SINSKE、松永貴志、春風亭小朝、柳家花緑、賈鵬芳、ウェイウェイ・ウー、アキコ・グレース、村治佳織、三響会、市川亀治郎、市川猿之助、国府弘子、吉永小百合、渡辺真知子、小原孝、友吉鶴心、小柳ゆき、大黒摩季

## 出演番組

### テレビ
- にほんごであそぼ（NHK Eテレ）
- 仏法僧に捧げるシンフォニー（NHK）
- 課外授業ようこそ先輩（NHK 2008年9月21日放送）
- プレミアム8「伝統芸能の若き獅子たち・藤原道山」（NHK-BShi 2010年3月23日放送)
- SWITCHインタビュー 達人達（2015年4月4日、NHK Eテレ）女優吉永小百合と対談

### ラジオ
- DAY BREAK LOVE COLLECTION （JFN、2009年10月3日 - 2010年3月27日） - パーソナリティ。妹尾武と担当。

## 受賞歴
- 安宅賞(1995年)
- 江戸川区文化功績賞(2003年)
- 松尾芸能賞(2011年)
- 文化庁芸術祭優秀賞(2018年)
- 台湾・金曲奨（Golden Melody Awards）「最優秀編曲賞」(2020年)
- 第71回芸術選奨文部科学大臣賞（2021年）[13]
- 服部真二音楽賞（2022年）

## 主な弟子

### 風雅竹韻
- 村澤丈児(村澤寶山)（和楽器マルチプレーヤー）
- 田辺しおり
- 柴香山
- 長谷川将山
- 風間禅寿